# Disney Consumer Products
Disney Consumer Products, Inc. (DCP) es la subsidiaria minorista y de licencias de Disney Experiences, una división de The Walt Disney Company. Anteriormente, Consumer Products era una división de Disney hasta 2016 y luego una unidad de Disney Consumer Products and Interactive Media (2016-2018).
Sus cinco marcas principales incluyen Disney, Pixar, Marvel, Star Wars, y National Geographic. Otras marcas importantes incluyen Disney Parks, Lucasfilm, y 20th Century.

## Antecedentes
Los orígenes de DCPI se remontan a 1929, cuando Walt Disney autorizó la imagen de Mickey Mouse para que se usara en una tableta de escritura para niños. El 16 de diciembre de ese año, Walt Disney Productions formó la división Walt Disney Enterprises (WDE) para gestionar el merchandising.
La producción de muñecos de Mickey Mouse por Charlotte Clark comenzó poco después en enero de 1930. La división WDE también contrató a George Borgfeldt & Company de Nueva York como agente de licencias para fabricar juguetes de Mickey y Minnie Mouse. A su vez, Borgfeldt & Company se puso a trabajar en el desarrollo de otros productos, otorgando la primera licencia a Walkburger, Tanner and Company de St. Gall, Suiza, para los pañuelos de Mickey y Minnie Mouse. Ese verano de 1930, Disney expandió WDE a Inglaterra, otorgando una licencia general a William Banks Levy para la mercancía de Mickey y Minnie Mouse.
En 1932, Disney cerró un contrato de comercialización con Herman "Kay" Kamen para representación exclusiva. Al principio, WDE comenzó a mostrar resultados. El merchandising de la compañía convirtió a la película de Silly Symphony Los tres cerditos (1933) en su primera película animada con fines de lucro.
En 1934, las licencias de Disney se expandieron a proyectores de manivela de juguete, alfileres de Mickey Mouse con tachuelas de diamantes, caramelos de Mickey Mouse en Inglaterra y un juguete de tren de cuerda Lionel, mientras se recibe una patente para el reloj Mickey Mouse de la Ingersoll-Waterbury Clock Company.
Más compañías licenciaron la imagen de Mickey Mouse. General Foods lo hizo durante un año y ganó $1.5 millones de dólares en la caja de cereales Post Toasties. Mickey fue el primer personaje con licencia en dicho producto. Sin embargo, los enfrentamientos con otras compañías no eran inevitables. Disney presentó una demanda el 31 de julio contra United Biscuit Company of America, Sawyer Biscuit Company y Chicago Carton Company por el uso no autorizado de personajes de Disney para galletas de animalitos que duró cuatro meses y terminó a favor de Disney.
Disney firmó con Courvoisier Galleries el 19 de julio de 1938, convirtiendo a esta última compañía en el representante original de marketing de arte de Disney. En diciembre, Walt Disney Enterprises pasó a llamarse Walt Disney Productions.
En octubre de 1948, Disney y Kay Kamen extendieron el contrato de comercialización, pero solo para el continente americano. En 1949, se forma la División de Comercialización de Personajes en Disney. También ese año, el 28 de octubre, Kay Kamen, representante de licencias de Disney, murió en un accidente aéreo de Air France sobre las Azores.
Con Roy Disney separando la división de comercialización de Walt Disney Productions, Jimmy Johnson se convirtió en jefe del departamento de publicaciones de la división de merchandising en 1950 y asumió la gestión de los asuntos comerciales de la Walt Disney Music Company.
Disney tenía una división de alimentos con productos desde pan hasta refrescos, que se suspendió principalmente debido a su contrato con ABC para producir programas de televisión y la necesidad de no competir con posibles anunciantes.
Después de que Disney compró los derechos de Winnie the Pooh para hacer un cortometraje de animación de 1966, la compañía acordó un amplio acuerdo de licencia con Sears, Roebuck & Co.. Pati Slesinger de Stephen Slesinger Inc. encontró una mercancía por la que Disney no pagó regalías. Slesinger luego intentó obtener el A.A. Milne Trust para anular su contrato. En 1983, Disney le pagó a Stephen Slesinger Inc. y el patrimonio de Milne para poner fin a la emisión de regalías y aceptó un nuevo contrato que redujo el porcentaje de regalías de Slesinger Inc.
En 1979, la Corporación Filatélica Intergubernamental de Nueva York recibió la licencia de Walt Disney Productions para hacer sellos de personajes de Disney para varios países.

### Historia de DCP
Disney Consumer Products se formó en 1985 bajo Barton K. "Bo" Boyd y se incorporó al Estado de California en 1986.
La primera Disney Store se abrió en Glendale, California, el 28 de marzo de 1987. El 12 de octubre, Disney acordó un contrato de licencia con Mattel para una línea de juguetes para bebés y preescolares de personajes de Disney. DCP compró Childcraft Education Corp., fabricantes de muebles y equipos para niños y propietarios de tiendas minoristas y ventas por catálogo, de Grolier Inc. en abril de 1988.
En abril de 1990, se abrió la tienda número 50 en Montclair, California, junto con el primer restaurante de comida rápida Mickey's Kitchen. El 11 de noviembre de 1991, Mattel y Disney extendieron el acuerdo de 1987, agregando a Pinocho, Bambi, Dumbo, It's a Small World y Autopia a la línea de juguetes. En marzo de 1992, Disney Stores cerró dos Mickey's Kitchens, ya que los restaurantes solo estaban en punto de equilibrio mientras eran bien recibidos por los clientes, ya que la compañía quería centrarse en las expansiones en el extranjero.
En 1994, DCP finalizó un acuerdo de licencia exclusivo con Sears para Winnie the Pooh. Se crearon tres líneas de productos distintas para Pooh: Disney Pooh, basada en la versión de dibujos animados del oso marrón de camisa roja de Disney; 100 Acre Collection, una línea más exclusiva para grandes almacenes y la línea Classic Pooh basada en el original A.A. de las ilustraciones de Ernes H. Shephard de los libros de Milne.
Las licencias de DCP alcanzaron su punto máximo en 1997 con 749 Disney Store en todo el mundo, ingresos operativos de·$893 millones de dólares y 4.200 licenciatarios para la mayoría de los productos de Winnie the Pooh y Mickey Mouse, además de algunas películas animadas populares. El acuerdo de promoción de diez años de Disney y McDonald's comenzó el 1 de enero de 1997. En mayo de 1997, Vermont Teddy Bear Co. presentó una demanda por infracción de derechos de autor contra Disney por "Pooh-Grams" similar a su pedido por correo "Bear- Gram" (marca registrada y logotipo). Además, Disney Enterprises, Inc. vendió la subsidiaria operativa de DCP Childcraft Education Corp. a U.S. Office Products Co. En julio de 1997, Boyd fue nombrado presidente de DCP y la directora en Estados Unidos y Canadá Anne Osberg fue ascendida a presidenta de Disney Consumer Products. Como presidenta, Osberg también supervisó a Disney Store, Walt Disney Records y Disney Interactive.
En marzo de 1998, Walt Disney Records y Walt Disney Music Publishing fueron transferidos de DCP al Buena Vista Music Group en la división del estudio de Disney. Para 1998, Pooh superó a Mickey Mouse de $316 millones de dólares a $114 millones de dólares hasta noviembre de ese año en ventas de juguetes con licencia. Al reemplazar Sears con 100 licenciatarios, incluidos Mattel, Hallmark, Timex, Tupperware y Royal Daulton, DCP aumentó las líneas de productos de Pooh de $390 millones de dólares a $3.3 mil millones de dólares.

## Franquicias
Andrew P. Mooney de Disney Consumer Products (DCP) creó la franquicia Princesas Disney en enero de 2000. En 2005, Mooney formó la franquicia Disney Fairies que se lanzó en otoño con el libro Fairy Dust and Quest for the Egg. A principios de la década de 2000, DisneyToon Studios (DTS) se unió a DCP como su socio interno de video dentro del conglomerado de Disney en el desarrollo de las nuevas franquicias de Disney. Mientras que Consumer Products observó otras franquicias potenciales, DTS buscó en los Siete Enanitos una franquicia centrada en los hombres para contrarrestar a la franquicia centrada en las mujeres (Disney Fairies) para el año 2005. La franquicia Muppet estaba en manos de DCP, a través de la Muppet Holding Company, después de que fue comprada en 2004 y transferida en 2006 a los Walt Disney Studios.
Con las Princesas Disney convirtiéndose en un éxito y las Disney Fairies en marcha en 2006, Disney Consumer Products comenzó a buscar las próximas franquicias posibles (ver tabla a la derecha) con los Disney Bunnies ya seleccionados. En enero de 2007, se lanzaron dos nuevas franquicias de DCP, Disney Bunnies con tres libros y Disney Dragonkind con un conjunto de estatuas.
Las complicaciones relacionadas con la producción de Tinker Bell, la película debut de la franquicia Disney Fairies, llevaron a discusiones sobre el enfoque de DisneyToon Studios. El liderazgo de Pixar ejerció control y afectó los proyectos de franquicia en la productora. La animación de Tinker Bell se desechó y se reinició mientras se cancelaron dos posibles proyectos de la franquicia, "Disney's Dwarfs" y la línea "Disney Princess Enchanted Tales" después del primer lanzamiento en DVD de este último.
El lanzamiento en junio de 2013 de la aplicación Disney Princess Palace Pets de Disney Publishing llevó a DCP a convertir a Palace Pets en una extensión de la franquicia de Princesas Disney con el lanzamiento de la línea de juguetes The Palace Pets en agosto del mismo año. La línea también fue incluida en la lista de TimetoPlayMag.com para su Most Wanted List Holiday 2013.
| Disney Bunnies               | Disney Bunnies                                                         | Disney Bunnies                                                         |
| ---------------------------- | ---------------------------------------------------------------------- | ---------------------------------------------------------------------- |
| Creado por                   | Disney Consumer Products                                               | Disney Consumer Products                                               |
| Publicaciones impresas       |                                                                        |                                                                        |
| Libro(s)                     | "I Love You, My Bunnies" "Thumper Counts to Ten" "Goodnight, Thumper!" | "I Love You, My Bunnies" "Thumper Counts to Ten" "Goodnight, Thumper!" |
| [ editar datos en Wikidata ] |                                                                        |                                                                        |

| Disney Dragonkind            | Disney Dragonkind        | Disney Dragonkind        |
| ---------------------------- | ------------------------ | ------------------------ |
| Creado por                   | Disney Consumer Products | Disney Consumer Products |
| Misceláneo                   |                          |                          |
| Juguete(s)                   | Estatuas                 | Estatuas                 |
| [ editar datos en Wikidata ] |                          |                          |

## Estructura de Disney Consumer Products
- Disney Licensing
- Disney Retail
  - Disney Store Worldwide, Inc.
  - Disney Shopping, Inc.,
- Games and Interactive Experiences
  - Equipo de DCPI Labs[35]
    - The Muppets Studio (anteriormente Muppets Holding Company LLC)
- DCPI Publishing y Digital Media
  - Disney Digital Network[36]
    - Polaris, canal de juegos
    - Digital Media
    - Disney Social
    - Disney Co/Op, contenido personalizado[37] y todas las ventas de anuncios de la plataforma
    - disney.com
    - Disney Style[36]
    - Oh My Disney[37]
    - Disney LOL[37]
    - babble.com[37]
    - Disney Family (Family.com)[36]
    - Go.com: anteriormente GO Network
    - StarWars.com y la aplicación de Star Wars[36]

  - Disney Publishing Worldwide